# حسوشکی
حسوشکی، روستایی از توابع بخش مرکزی شهرستان ماکو در استان آذربایجان غربی ایران است.

## جمعیت
این روستا در دهستان چایپاسارحنوبی قرار دارد و براساس سرشماری مرکز آمار ایران در سال ۱۳۹۵، جمعیت آن ۱۷۴ نفر (۴۳خانوار) بوده‌است. واقتصاد ان از کشاورزی و دامداری بوده است اما به دلیل دوری از بازار مصرف و عدم سرمایه‌گذاری بازده بسزایی ندارد